# Максимовский, Степан Васильевич
Степа́н Васи́льевич Максимо́вский (17 октября 1904, дер. Ново-Павлово, Смоленская губерния — 12 мая 2000, Москва) — советский военный деятель, генерал-майор танковых войск (3.08.1953), генерал-майор (переаттестован в 1984 году).

## Биография
Степан Васильевич Максимовский родился 17 октября 1904 года в деревне Ново-Павлово Щучейской волости Поречского уезда Смоленской губернии. Работал секретарём Троицкого
сельсовета, с мая 1924 года — кассиром-счетоводом в Щучейском исполкоме Демидовского уезда.

### Довоенное время
В октябре 1926 года был призван в РККА и направлен красноармейцем в 11-й стрелковый полк (4-я стрелковая дивизия, Белорусский военный округ), дислоцированный в городе Слуцк.
В сентябре 1927 года направлен на учёбу в Объединённую белорусскую военную школу имени ЦИК БССР, после окончания которой с мая 1930 года служил на должностях командира учебного взвода полковой школы и заместителя командира пулемётной роты в составе 190-го стрелкового полка (64-я стрелковая дивизия), дислоцированного в Смоленске.
В мае 1932 года назначен на должность командира отдельной пулемётной роты в составе 85-го отдельного пулемётного батальона (Минский укреплённый район), в сентябре 1935 года — на должность начальника штаба этого же батальона, в августе 1936 года — на должность помощника начальника 1-го отделения штаба 13-й стрелковой дивизии, дислоцированной в Минске, а в сентябре 1938 года — на должность помощника начальника 5-го отдела штаба Белорусского военного округа. В период с 1937 по июль 1940 года одновременно учился на вечернем отделении Военной академии имени М. В. Фрунзе, после окончания которой Максимовский назначен на должность помощника начальника 1-го отдела Организационно-штатного управления Генштаба Красной Армии.

### Великая Отечественная война
В августе 1941 года назначен на должность начальника штаба 41-й отдельной стрелковой бригады, находившейся на формировании в Московском военном округе. В январе 1942 года бригада была включена в состав 1-й ударной армии, после чего принимала участие в боевых действиях в ходе битвы под Москвой, а также в Демянской наступательной операции. В апреле Максимовский был ранен и направлен в госпиталь в Москву. После излечения в июне того же года назначен на должность начальника штаба 238-й стрелковой дивизии, которая вела боевые действия в ходе Смоленской и Ржевско-Вяземской наступательных операций.
В августе 1943 года назначен на должность командира 260-й стрелковой дивизии, которая принимала участие в ходе Брянской и Гомельско-Речицкой наступательных операций. В январе 1944 года дивизия была выведена в резерв Ставки Верховного Главнокомандования и передислоцирована в Курск.
В период с 15 по 25 января 1944 года Максимовский исполнял должность командира 124-го стрелкового корпуса, который находился на формировании в городе Люберцы. В марте того же года был назначен на должность начальника штаба этого корпуса, который вскоре принимал участие в боевых действиях по расширению плацдарма на реке Нарва в районе Кингисеппа. В ходе Нарвской наступательной операции корпус освободил город Нарва, при этом расширил плацдарм на реке Нарва, за что Максимовский был награждён орденом Красного Знамени. Вскоре корпус принимал участие в ходе Таллинской, Млавско-Эльбингской и Восточно-Померанской наступательных операций, а также освобождении городов Пярну, Вильянди, Айнажи и других.
В апреле 1945 года назначен на должность начальника штаба 101-й гвардейской стрелковой дивизии, которая участвовала в боевых действиях по блокированию и уничтожению группы войск противника на западном побережье Данцигской бухты, а также в освобождении островов Волин, Узедом и Рюген. За умелое планирование боевых действий в данной операции и проявленные при этом личное мужество и героизм Степан Васильевич Максимовский награждён орденом Красной Звезды.

### Послевоенная карьера
После окончания войны находился на прежней должности.
В июне 1945 года назначен на должность начальника штаба 21-й отдельной гвардейской стрелковой бригады, а в марте 1947 года — на должность начальника штаба 26-й механизированной дивизии.
В 1948 году окончил академические курсы усовершенствования офицерского состава при Военной академии бронетанковых и механизированных войск.
В декабре 1951 года назначен на должность командира 11-й гвардейской танковой дивизии, а в декабре 1955 года — на должность помощника командующего по боевой подготовке — начальника отдела боевой подготовки штаба 1-й гвардейской механизированной армии в составе Группы советских войск в Германии.
Генерал-майор танковых войск Степан Васильевич Максимовский в феврале 1959 года вышел в запас.

## Награды
- Орден Ленина;
- Пять орденов Красного Знамени;
- Орден Отечественной войны 1 степени;
- Два ордена Красной Звезды;
- Медали.